# Lúzsok
Lúzsok község Baranya vármegye déli részén, a Sellyei járásban.

## Fekvése
Az Ormánságban fekszik, a Drávától északra, Vajszló szomszédságában, tőle mintegy 4 kilométerre délnyugatra.

### Megközelítése
Csak közúton közelíthető meg, legegyszerűbben Vajszlón keresztül, az 5823-as úton. Déli szomszédjával, Piskóval az 5822-es út köti össze, déli határszélét pedig egy rövid szakaszon az 5821-es út is érinti.

## Története
Az oklevelek 1346-ban említették először, Lusok módon írva. Az Ormánság közepén fekvő piciny település a tájegység körülbelül 45 falucskájának egyike. E vidék falvai a Dráva árteréből kiemelkedő dombhátakra épültek, egymáshoz közel, általában nem több, mint 3–5 kilométerre. A környék erdőkben, tavacskákban rendkívül gazdag.
A tájegység különlegességei voltak a talpasházak, melyeket a környék lakossága a gyakori árvizek miatt épített a térségre jellemző, különleges megoldással. Az ilyen épületek jellemző építési metódusa az volt, hogy a ház alapjaként gerendákat fektettek a földre, ezekre építették függőleges faoszlopokkal a ház vázát. Így nem forgott fenn az a veszély, hogy a falak egyes részei megsüllyedjenek az altalaj elnedvesedése miatt, sőt az így épített házakat árvízveszély esetén állítólag (megemelve és görgőkre helyezve) arrébb is tudták vontatni, biztonságosabb helyre.
Híres volt egykor az Ormánságra jellemző népviselet a bikla is, mely fehér, térdig érő bő szoknya volt. A 20. század eleji gazdasági válság után a környéken a súlyos gazdasági kényszer hatására alakult ki az „egykézés” szokása.
A település környéke valamikor híres lótenyésztő hely volt, erre utal (egyes, valószínűleg népetimológián alapuló, vitatott szómagyarázatok szerint) a neve is: Lusok a régi magyar beszéd szerint sok ló.
2018-ban 20,5 százalékos volt a munkanélküliségi ráta.

## Közélete

### Polgármesterei
- 1990–1994: Simon László (független)[6]
- 1994–1998: Farkas Mihály (független)[7]
- 1998–2002: Farkas Mihály (független)[8]
- 2002–2006: Farkas Mihály (független)[9]
- 2006–2010: Farkas Mihály (független)[10]
- 2010–2014: Farkas Mihály (független)[11]
- 2014–2019: Farkas Mihály (független)[12]
- 2019–2024: Farkas Mihály (független)[13]
- 2024– : Danóczi János (független)[1]

## Népesség
A település népességének változása:
| Lakosok száma | 232  | 245  | 257  | 221  | 207  | 198  | 198  | 196  |
|               | 2013 | 2014 | 2015 | 2019 | 2021 | 2022 | 2023 | 2024 |

A 2011-es népszámlálás során a lakosok 95,5%-a magyarnak, 12,3% cigánynak, 0,5% németnek, 0,9% románnak mondta magát (4,5% nem nyilatkozott; a kettős identitások miatt a végösszeg nagyobb lehet 100%-nál). A vallási megoszlás a következő volt: római katolikus 60,9%, református 12,3%, felekezeten kívüli 22,7% (4,1% nem nyilatkozott).
2022-ben a lakosság 92,4%-a vallotta magát magyarnak, 3% cigánynak (7,6% nem nyilatkozott; a kettős identitások miatt a végösszeg nagyobb lehet 100%-nál). Vallásuk szerint 51% volt római katolikus, 9,1% református, 0,5% egyéb keresztény, 1,5% egyéb katolikus, 17,7% felekezeten kívüli (19,7% nem válaszolt).

## Nevezetességei
- Református templom

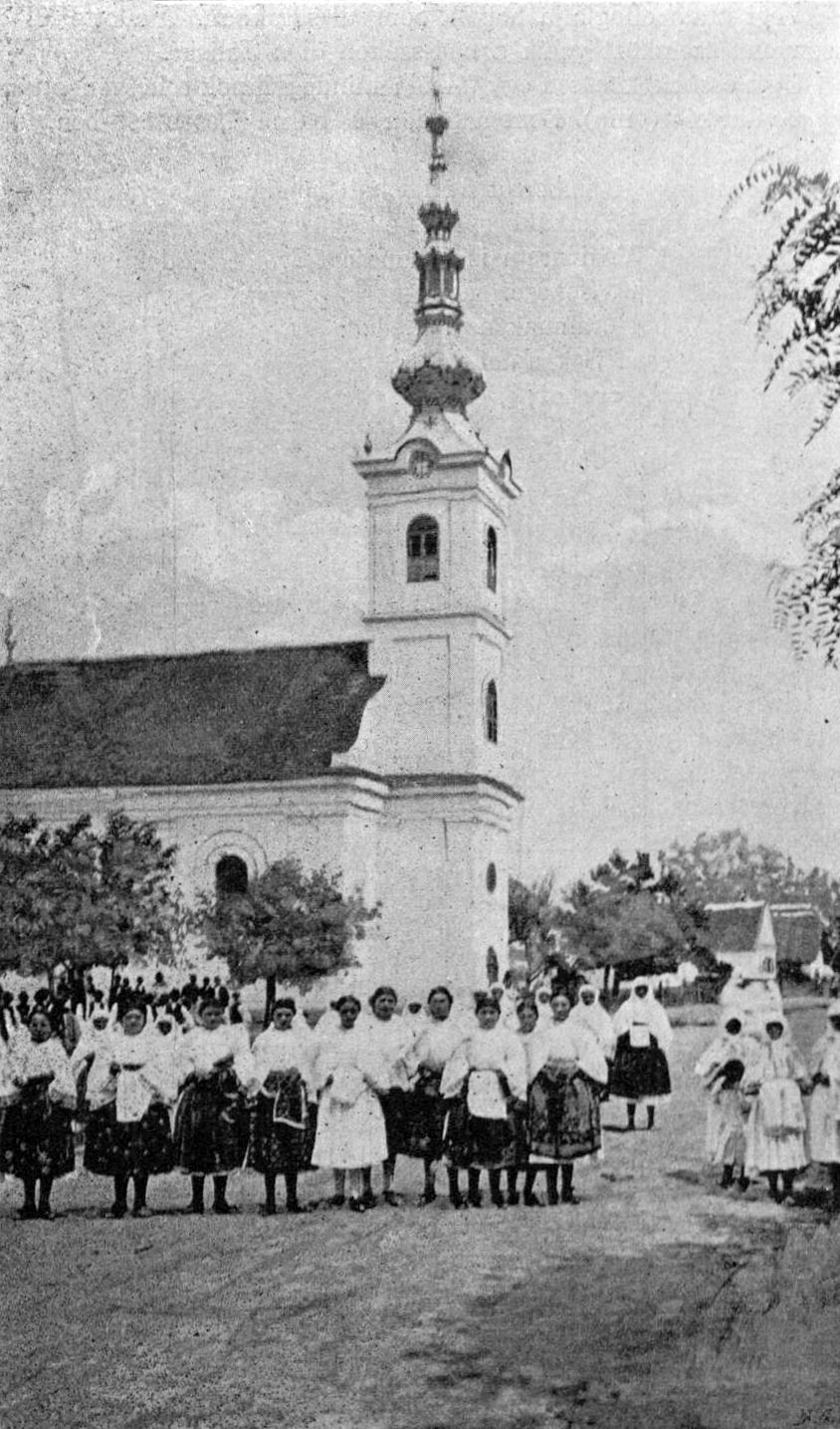
A református templom és gyülekezete 1896-ban (Zelesny Károly felvétele)

- Talpasház, melyben tájházat rendeztek be
- Tó

## Természeti értékei
A falu környéki tavak: Nagy-Zászlós, Kis-Zászlós és László-tó, melyek közül a Kis-Zászlós tó közelében matuzsálemi korú öreg hárs-, fűz- és kőrisfa vonzza az idelátogató kirándulókat.